# Districtes del Cantó de Schwyz

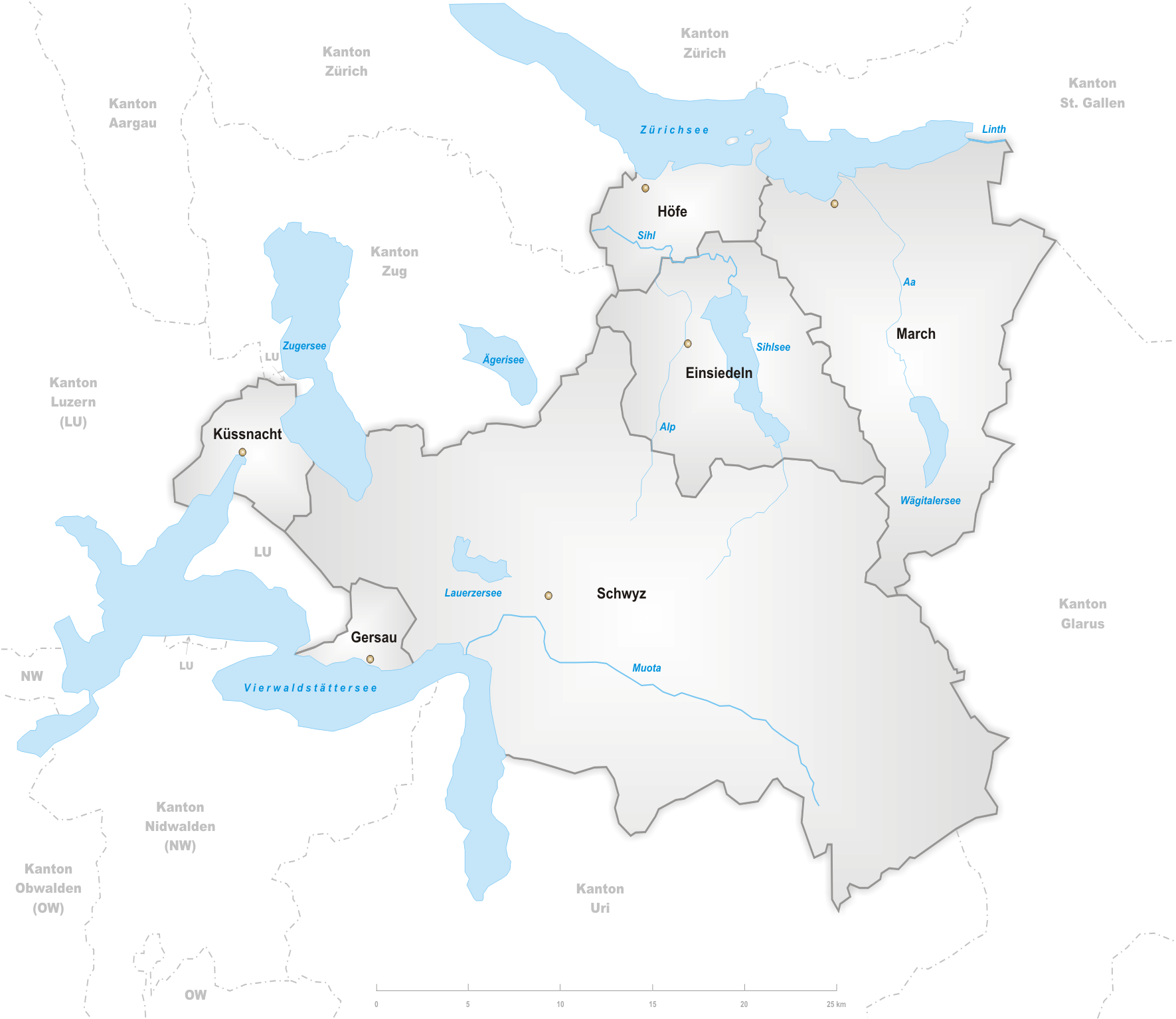
Cantó de Schwyz amb la divisió dels districtes

Els districtes del Cantó de Schwyz (Suïssa) són sis, tres dels quals només tenen un sol municipi:
| Nom        | Capital                              | Municipis | Població (2007) | Superfície (km²) | Densitat (hab./km²) |
| ---------- | ------------------------------------ | --------- | --------------- | ---------------- | ------------------- |
| Einsiedeln | Einsiedeln                           | 1         | 13549           | 99.04            | 136.80              |
| Gersau     | Gersau                               | 1         | 1960            | 14.37            | 136.31              |
| Höfe       | Pfäffikon / Wollerau (en alternança) | 3         | 26251           | 37.59            | 698.35              |
| Küssnacht  | Küssnacht                            | 1         | 11682           | 29.36            | 397.89              |
| March      | Lachen                               | 9         | 35715           | 176.84           | 201.96              |
| Schwyz     | Schwyz                               | 15        | 49675           | 494.34           | 100.49              |
| Total      |                                      | 30        | 138832          | 852              | 163.04              |